# Miradschname

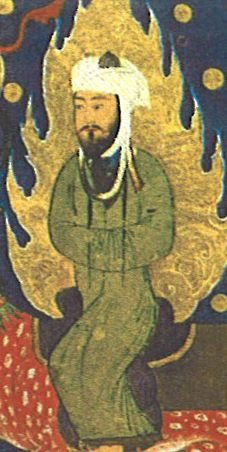
Timuridische Darstellung Mohammeds im Miradschname, 1436, Herat, Afghanistan

 Miradschname. Das Buch der Himmelfahrt des Propheten Mohammed  (persisch معراج نامه, DMG Miʿrāǧ-Nāme, ‚Himmelfahrtsbuch‘) ist ein im Jahr 1436 in Herat (im heutigen Afghanistan) entstandenes Buch, das 61 Miniaturen enthält, die die Himmelfahrt Mohammeds und des Erzengels Gabriel illustrieren. Es wurde 1436–1437 vom timuridischen Herrscher Schah Ruch in Auftrag gegeben und befand sich seitdem in seinem Privatbesitz. Besonders deutlich wird der Synkretismus der Stile in der persischen Miniaturmalerei während der timuridischen Epoche (ca. 1307–1507). Dabei spielt vor allem der Einfluss der chinesischen Kunst eine wichtige Rolle. Auch wenn die Darstellungen dem Muster der biographischen islamischen Erzählung entsprechen, sind in ihrer Ikonographie zweifellos Einflüsse Zentralasiens und des chinesischen Buddhismus zu finden. Ein Exemplar befindet sich in der Sammlung der Bibliothèque Nationale in Paris.